# 清水川駅
清水川駅（しみずがわえき）は、青森県東津軽郡平内町大字清水川字和山にある、青い森鉄道青い森鉄道線の駅である。

## 歴史
- 1922年（大正11年）11月10日：鉄道省の清水川信号場開設[1]。
- 1936年（昭和11年）6月20日：駅に昇格、清水川駅開業[1]。
- 1962年（昭和37年）4月1日：小口扱を除く貨物取扱を廃止[2]。
- 1980年（昭和55年）5月：業務委託駅となる[3]。
- 1984年（昭和59年）2月1日：荷物扱い廃止[1]。
- 1985年（昭和60年）3月14日：無人化[4]。管理駅派遣により出札は継続。
- 1987年（昭和62年）4月1日：国鉄分割民営化により、JR東日本の駅となる[1]。
- 2010年（平成22年）12月4日：東北新幹線全線開業に伴い、青い森鉄道に移管。

## 駅構造
相対式ホーム2面2線を有する野辺地駅管理の無人駅である。互いのホームは跨線橋で連絡している。木造駅舎を有する。
上りホーム側に駅舎があり、現在は待合室部分が開放されており、出札窓口は板で塞がれている。下りホーム側には待合室があるほか、こちらにも出入口があり地元住民が往来している。自動券売機はない。

### のりば
| ホーム | 路線          | 方向 | 行先           |
| ------ | ------------- | ---- | -------------- |
| 駅舎側 | ■青い森鉄道線 | 上り | 八戸・目時方面 |
| 反対側 | ■青い森鉄道線 | 下り | 青森方面       |

※案内上の番線番号は設定されていない。

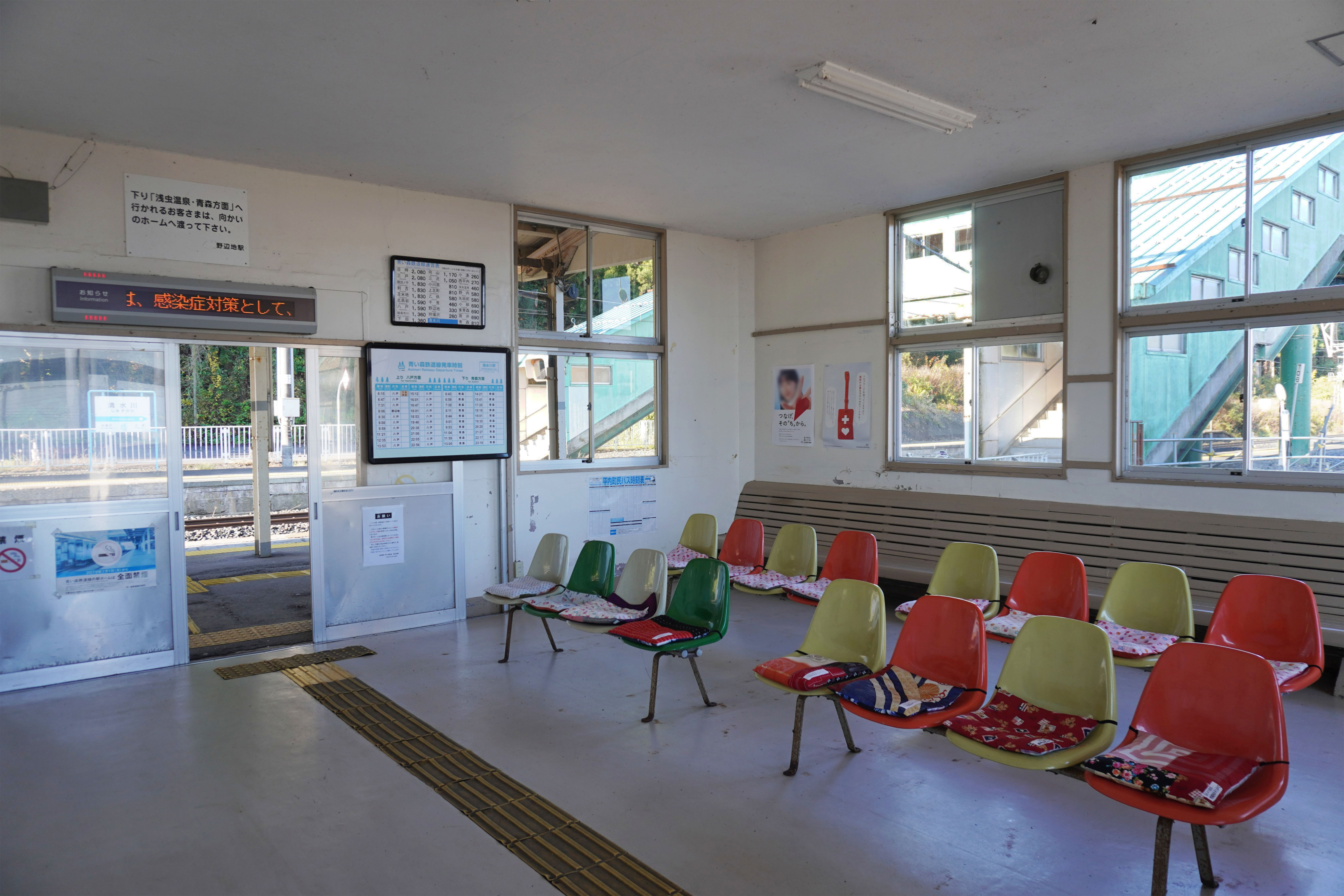
駅舎内（2023年10月）
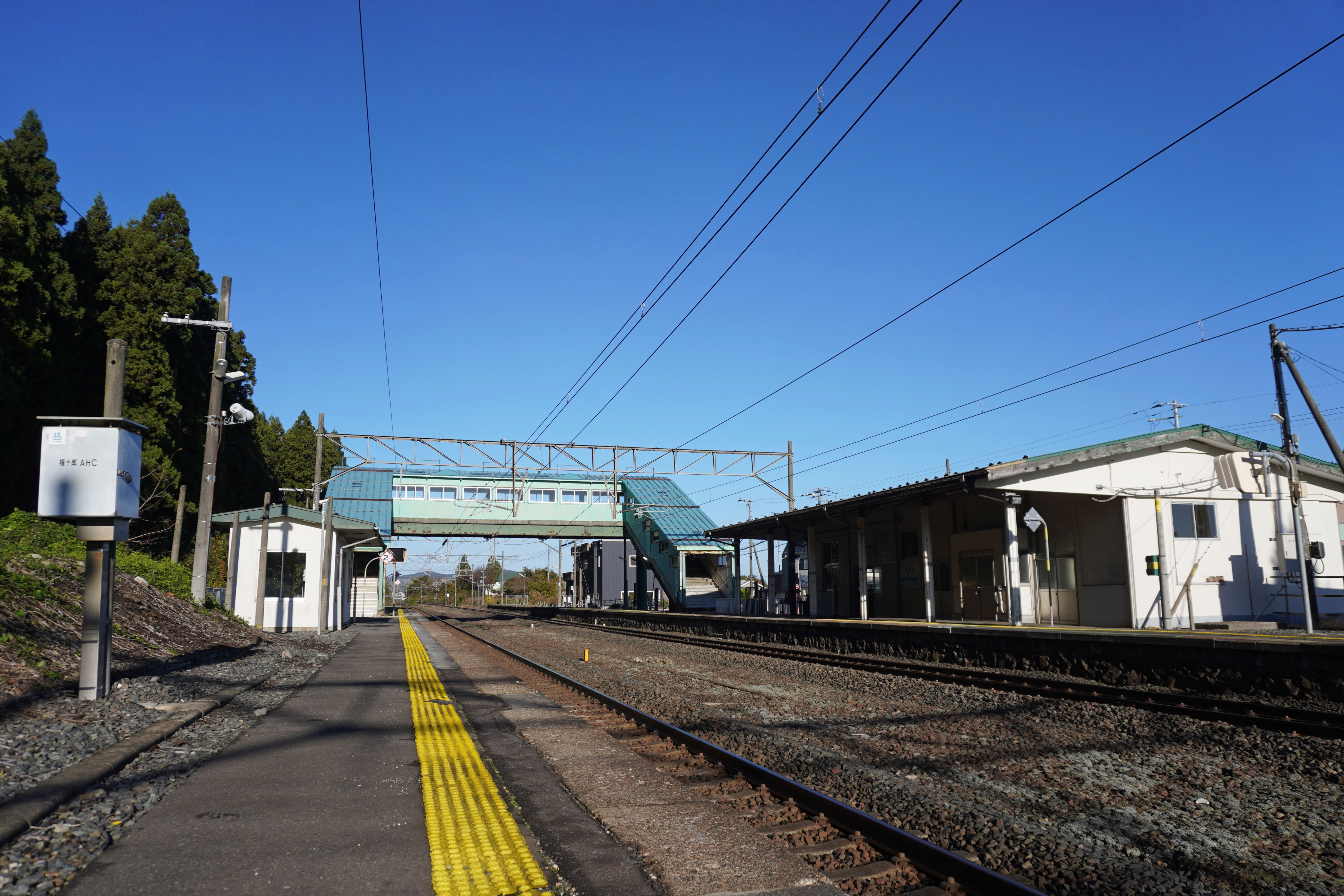
ホーム（2023年10月）

## 利用状況
| 1日乗降人員推移 | 1日乗降人員推移 |
| 年度            | 1日平均人数     |
| --------------- | --------------- |
| 2011年          | 136             |
| 2012年          | 148             |
| 2013年          | 136             |
| 2014年          | 122             |
| 2015年          | 157             |
| 2016年          | 173             |
| 2017年          | 168             |
| 2018年          | 150             |

## 駅周辺
- 青森警察署清水川駐在所
- 青森県道210号清水川停車場線
  - 国道4号
- 清水川郵便局
- 平内町立東小学校
- 平内町立東平内中学校（2023年3月31日閉校）
- 平内町漁業協同組合清水川支所
- 平内町清水川コミュニティセンター

## 隣の駅
青い森鉄道
■青い森鉄道線
狩場沢駅 - 清水川駅 - 小湊駅